# Hermann Schmidt (Politiker, 1871)
Friedrich Gustav Hermann Schmidt (* 11. Mai 1871 in Bromberg, Provinz Posen; † 4. Juli 1929 in Kassel-Habichtswald) war ein deutscher Jurist und Abgeordneter des Provinziallandtages der preußischen Provinz Hessen-Nassau.

## Leben
Hermann Schmidt hatte ein juristisches Studium absolviert und kam von Ostrow nach Kassel. Hier wurde er Landgerichtsdirektor am Landgericht Kassel. 1926 erhielt er in indirekter Wahl einen Sitz im Kurhessischen Kommunallandtag des Regierungsbezirks Kassel, aus dessen Mitte er zum Abgeordneten des Provinziallandtages der Provinz Hessen-Nassau bestimmt wurde.